# Miha Zajc
Miha Zajc (San Pietro, 1º luglio 1994) è un calciatore sloveno, centrocampista della Dinamo Zagabria e della nazionale slovena.

## Caratteristiche tecniche
È un trequartista che può arretrare il suo raggio d'azione giocando come centrale di centrocampo. È dotato di un'ottima tecnica di base. È abile nei calci piazzati e nella visione di gioco. Destro di piede, possiede inoltre un buon dribbling e un buon tiro dalla lunga distanza. Buon assist-man, pecca per quanto riguarda la costanza nel rendimento.

## Carriera

### Club

#### Interblock Lubiana
Nato a San Pietro, cresce nelle giovanili dell'Interblock, con cui debutta a 17 anni il 3 marzo 2012, subentrando al 54' nella sconfitta casalinga per 0-1 contro il Dravinja in 2. SNL, la seconda serie slovena. Gioca 5 gare in totale prima del termine della stagione.

#### Olimpia Lubiana
Nell'estate 2012 passa in prestito all'Olimpia Lubiana, con cui gioca soltanto una partita, da titolare, il 6 ottobre, in casa contro il Mura 05, in 1. SNL, massima serie slovena, vittoria per 3-1 nella quale realizza una doppietta, segnando la seconda e la terza rete.

#### Celje
Dopo 6 mesi a Lubiana, nel gennaio 2013 si trasferisce in prestito al Celje, sempre in 1. SNL. Gioca la sua prima partita il 2 marzo, partendo titolare nello 0-0 sul campo del Gorica in campionato. Il prestito viene confermato anche per la stagione successiva e il 30 ottobre 2013 trova il suo primo gol, quello del momentaneo vantaggio nella sconfitta interna per 1-3 contro il Rudar Velenje nel ritorno dei quarti di finale di Coppa di Slovenia. Il 12 aprile 2014 realizza invece la prima rete in 1. SNL, segnando il secondo gol nella vittoria casalinga per 2-0 sul Triglav. Va via dopo 59 presenze e 3 reti in poco più di una stagione e mezza.

#### Ritorno all'Olimpia Lubiana
Ad agosto 2014 ritorna all'Olimpia Lubiana, stavolta a titolo definitivo. Esordisce il 16 agosto, subentrando all'intervallo nella vittoria per 2-0 in casa contro il Rudar Velenje in campionato. Il 27 settembre segna il primo gol, quello dell'1-0 nel 4-0 casalingo sul Koper in 1. SNL. Rimane nella capitale slovena due stagioni e mezza ottenendo 83 apparizioni e 20 reti e vincendo il campionato 2016.

#### Empoli
Il 25 gennaio 2017 viene ufficializzato il suo trasferimento in Italia, all'Empoli, in Serie A, con il quale firma per quattro anni e mezzo, fino al 2021. Il costo del cartellino è di un milione e mezzo di euro. Debutta il 29 gennaio, nella sconfitta per 4-1 in trasferta contro il Crotone in campionato, entrando all' 86'. Segna per la prima volta il 14 maggio nella sconfitta esterna per 3-2 con il Cagliari, realizzando il momentaneo 3-1 al 79'. In due anni mette insieme 68 presenze e 12 gol in tutto.
A fine stagione l'Empoli retrocede in B (con Zajc che ha giocato poco sotto la guida di Martusciello in massima serie) e assume Vincenzo Vivarini come allenatore, che fa partitre Zajc spesso dalla panchina; con Vivarini la squadra ha un rendimento altalenante tanto che a dicembre viene esonerato in favore di Aurelio Andreazzoli che promuove Zajc come titolare nel ruolo di trequartista nel suo 4-3-1-2, risultando decisivo per la promozione della squadra in Serie A a fine anno.
In Serie A Zajc si conferma le ottime prestazioni mostrate in B con 3 reti in 20 partite (contro Frosinone, Udinese e nuovamente Cagliari), seppur in novembre sia stato relegato in panchina dopo l'esonero di Aurelio Andreazzoli e il conseguente arrivo di Giuseppe Iachini che è passato al 3-5-2.

#### Fenerbahçe
Il 31 gennaio 2019 viene ceduto al Fenerbahçe per 6,5 milioni di euro più tutto il cartellino di Salih Uçan; con il club turco Zajc firma un contratto quadriennale. Il 16 febbraio fa il suo debutto nella partita pareggiata per 1-1 in casa contro il Konyaspor. Il 25 febbraio successivo segna la sua prima rete nel campionato turco, nella partita pareggiata per 3-3 in trasferta contro il Besiktas.

#### Prestito al Genoa
Il 13 settembre 2020 viene ceduto al Genoa in prestito con obbligo di riscatto - per 3 milioni di euro - al verificarsi di determinate condizioni. Il 20 settembre esordisce con i rossoblu, in occasione del successo casalingo sul Crotone per 4-1. Il 9 gennaio dell'anno seguente sigla la sua prima rete in rossoblu, nella vittoria per 2-0 contro il Bologna.

#### Ritorno al Fenerbahçe e prestito al Tolosa
A fine prestito fa ritorno al Fenerbahçe, con cui milita per tre anni vincendo una coppa nazionale nel 2022-2023.
Il 30 agosto 2024 viene ceduto in prestito al Tolosa.

#### Dinamo Zagabria
Il 4 agosto 2025 viene acquistato dalla Dinamo Zagabria.

### Nazionale
Inizia a giocare con le nazionali giovanili slovene nel 2010, giocando 4 partite con l'Under-17 fino al 2011. In seguito fa parte dell'Under-18 e dell'Under-19, con le quali disputa 2 partite nel 2011 con la prima e 6 con 1 gol nel 2012 con la seconda. Il 6 settembre 2013 fa il suo esordio in Under-21 subentrando al 72' nella sconfitta per 2-1 a Chimki contro la Russia, nelle qualificazioni all'Europeo Under-21 2017. Il 23 marzo 2016 debutta in nazionale maggiore, in un'amichevole in casa a Capodistria contro la Macedonia vinta per 1-0, sfida nella quale gioca titolare e viene sostituito all'87'. Il 28 marzo 2016 gioca l'ultima partita in Under-21, trovando il primo gol, siglando il terzo gol nella vittoria per 3-1 ad Ancarano contro l'Irlanda, nelle qualificazioni all'Europeo Under-21 2017. Chiude con l'Under-21 nel 2016 totalizzando 10 presenze e 1 rete all'attivo.
Il 2 giugno 2018 realizza la sua prima rete in nazionale, nella partita amichevole vinta per 2-0 in trasferta contro il Montenegro.

## Statistiche

### Presenze e reti nei club
Statistiche aggiornate al 4 agosto 2025.
| Stagione               | Squadra                | Campionato             | Campionato | Campionato | Coppe nazionali | Coppe nazionali | Coppe nazionali | Coppe continentali | Coppe continentali | Coppe continentali | Altre coppe | Altre coppe | Altre coppe | Totale | Totale | Totale |
| Stagione               | Squadra                | Comp                   | Pres       | Reti       | Comp            | Pres            | Reti            | Comp               | Pres               | Reti               | Comp        | Pres        | Reti        | Pres   | Reti   |        |
| ---------------------- | ---------------------- | ---------------------- | ---------- | ---------- | --------------- | --------------- | --------------- | ------------------ | ------------------ | ------------------ | ----------- | ----------- | ----------- | ------ | ------ | ------ |
| 2011-2012              | Interblock             | 2. SNL                 | 5          | 0          | CS              | 0               | 0               | -                  | -                  | -                  | -           | -           | -           | 5      | 0      |        |
| 2012-gen. 2013         | Olimpia Lubiana        | 1. SNL                 | 1          | 2          | CS              | 0               | 0               | -                  | -                  | -                  | -           | -           | -           | 1      | 2      |        |
| gen.-giu. 2013         | Celje                  | 1. SNL                 | 12         | 0          | CS              | 3               | 0               | -                  | -                  | -                  | -           | -           | -           | 15     | 0      |        |
| 2013-2014              | Celje                  | 1. SNL                 | 36         | 2          | CS              | 3               | 1               | UEL                | 2                  | 0                  | -           | -           | -           | 41     | 3      |        |
| giu.-ago. 2014         | Celje                  | 1. SNL                 | 3          | 0          | CS              | 0               | 0               | -                  | -                  | -                  | -           | -           | -           | 3      | 0      |        |
| Totale Celje           | Totale Celje           | Totale Celje           | 51         | 2          |                 | 6               | 1               |                    | 2                  | 0                  |             | -           | -           | 59     | 3      |        |
| ago. 2014-2015         | Olimpia Lubiana        | 1. SNL                 | 19         | 4          | CS              | 4               | 0               | -                  | -                  | -                  | -           | -           | -           | 23     | 4      |        |
| 2015-2016              | Olimpia Lubiana        | 1. SNL                 | 32         | 5          | CS              | 3               | 0               | -                  | -                  | -                  | -           | -           | -           | 35     | 5      |        |
| 2016-gen. 2017         | Olimpia Lubiana        | 1. SNL                 | 19         | 7          | CS              | 3               | 1               | UCL                | 2                  | 1                  | -           | -           | -           | 24     | 9      |        |
| Totale Olimpia Lubiana | Totale Olimpia Lubiana | Totale Olimpia Lubiana | 70         | 16         |                 | 10              | 1               |                    | 2                  | 1                  |             | -           | -           | 82     | 18     |        |
| gen.-giu. 2017         | Empoli                 | A                      | 5          | 1          | CI              | 0               | 0               | -                  | -                  | -                  | -           | -           | -           | 5      | 1      |        |
| 2017-2018              | Empoli                 | B                      | 41         | 8          | CI              | 1               | 0               | -                  | -                  | -                  | -           | -           | -           | 42     | 8      |        |
| 2018-gen. 2019         | Empoli                 | A                      | 20         | 3          | CI              | 1               | 0               | -                  | -                  | -                  | -           | -           | -           | 21     | 3      |        |
| Totale Empoli          | Totale Empoli          | Totale Empoli          | 66         | 12         |                 | 2               | 0               |                    | -                  | -                  |             | -           | -           | 68     | 12     |        |
| gen.-giu. 2019         | Fenerbahçe             | SL                     | 10         | 2          | TK              | 0               | 0               | UEL                | 0                  | 0                  | -           | -           | -           | 10     | 2      |        |
| 2019-2020              | Fenerbahçe             | SL                     | 10         | 1          | TK              | 7               | 1               | -                  | -                  | -                  | -           | -           | -           | 17     | 2      |        |
| 2020-2021              | Genoa                  | A                      | 31         | 1          | CI              | 2               | 0               | -                  | -                  | -                  | -           | -           | -           | 33     | 1      |        |
| 2021-2022              | Fenerbahçe             | SL                     | 32         | 9          | TK              | 1               | 0               | UEL+UECL           | 7+1                | 0                  | -           | -           | -           | 41     | 9      |        |
| 2022-2023              | Fenerbahçe             | SL                     | 23         | 3          | TK              | 5               | 1               | UEL                | 6                  | 1                  | -           | -           | -           | 34     | 5      |        |
| 2023-2024              | Fenerbahçe             | SL                     | 11         | 0          | TK              | 2               | 0               | UECL               | 8                  | 2                  | -           | -           | -           | 21     | 2      |        |
| Totale Fenerbahçe      | Totale Fenerbahçe      | Totale Fenerbahçe      | 86         | 15         |                 | 15              | 2               |                    | 22                 | 3                  |             | -           | -           | 123    | 20     |        |
| 2024-2025              | Tolosa                 | L1                     | 19         | 0          | CF              | 3               | -               | -                  | -                  | -                  | -           | -           | -           | 8      | 0      |        |
| 2025-2026              | Dinamo Zagabria        | 1.HNL                  | -          | -          | CC              | -               | -               | UEL                | -                  | -                  | -           | -           | -           | -      | -      |        |
| Totale carriera        | Totale carriera        | Totale carriera        | 329        | 48         |                 | 38              | 4               |                    | 26                 | 4                  |             | -           | -           | 379    | 56     |        |

### Cronologia presenze e reti in nazionale
| Cronologia completa delle presenze e delle reti in nazionale ― Slovenia | Cronologia completa delle presenze e delle reti in nazionale ― Slovenia | Cronologia completa delle presenze e delle reti in nazionale ― Slovenia | Cronologia completa delle presenze e delle reti in nazionale ― Slovenia | Cronologia completa delle presenze e delle reti in nazionale ― Slovenia | Cronologia completa delle presenze e delle reti in nazionale ― Slovenia | Cronologia completa delle presenze e delle reti in nazionale ― Slovenia | Cronologia completa delle presenze e delle reti in nazionale ― Slovenia |
| Data                                                                    | Città                                                                   | In casa                                                                 | Risultato                                                               | Ospiti                                                                  | Competizione                                                            | Reti                                                                    | Note                                                                    |
| ----------------------------------------------------------------------- | ----------------------------------------------------------------------- | ----------------------------------------------------------------------- | ----------------------------------------------------------------------- | ----------------------------------------------------------------------- | ----------------------------------------------------------------------- | ----------------------------------------------------------------------- | ----------------------------------------------------------------------- |
| 23-3-2016                                                               | Capodistria                                                             | Slovenia                                                                | 1 – 0                                                                   | Macedonia                                                               | Amichevole                                                              | -                                                                       | 14’ 87’                                                                 |
| 5-6-2016                                                                | Lubiana                                                                 | Slovenia                                                                | 0 – 1                                                                   | Turchia                                                                 | Amichevole                                                              | -                                                                       | 77’                                                                     |
| 14-11-2016                                                              | Breslavia                                                               | Polonia                                                                 | 1 – 1                                                                   | Slovenia                                                                | Amichevole                                                              | -                                                                       | 30’ 46’                                                                 |
| 10-1-2017                                                               | Abu Dhabi                                                               | Arabia Saudita                                                          | 0 – 0                                                                   | Slovenia                                                                | Amichevole                                                              | -                                                                       | 59’                                                                     |
| 13-1-2017                                                               | Abu Dhabi                                                               | Slovenia                                                                | 2 – 0                                                                   | Finlandia                                                               | Amichevole                                                              | -                                                                       | 50’                                                                     |
| 27-3-2018                                                               | Lubiana                                                                 | Slovenia                                                                | 0 – 2                                                                   | Bielorussia                                                             | Amichevole                                                              | -                                                                       | 46’                                                                     |
| 2-6-2018                                                                | Podgorica                                                               | Montenegro                                                              | 0 – 2                                                                   | Slovenia                                                                | Amichevole                                                              | 1                                                                       |                                                                         |
| 6-9-2018                                                                | Lubiana                                                                 | Slovenia                                                                | 1 – 2                                                                   | Bulgaria                                                                | UEFA Nations League 2018-2019 - 1º turno                                | 1                                                                       |                                                                         |
| 9-9-2018                                                                | Nicosia                                                                 | Cipro                                                                   | 2 – 1                                                                   | Slovenia                                                                | UEFA Nations League 2018-2019 - 1º turno                                | -                                                                       | 80’                                                                     |
| 13-10-2018                                                              | Oslo                                                                    | Norvegia                                                                | 1 – 0                                                                   | Slovenia                                                                | UEFA Nations League 2018-2019 - 1º turno                                | -                                                                       |                                                                         |
| 16-10-2018                                                              | Lubiana                                                                 | Slovenia                                                                | 1 – 1                                                                   | Cipro                                                                   | UEFA Nations League 2018-2019 - 1º turno                                | -                                                                       |                                                                         |
| 16-11-2018                                                              | Lubiana                                                                 | Slovenia                                                                | 1 – 1                                                                   | Norvegia                                                                | UEFA Nations League 2018-2019 - 1º turno                                | -                                                                       | 69’                                                                     |
| 19-11-2018                                                              | Sofia                                                                   | Bulgaria                                                                | 1 – 1                                                                   | Slovenia                                                                | UEFA Nations League 2018-2019 - 1º turno                                | 1                                                                       | 88’                                                                     |
| 21-3-2019                                                               | Haifa                                                                   | Israele                                                                 | 1 – 1                                                                   | Slovenia                                                                | Qual. Euro 2020                                                         | -                                                                       | 62’                                                                     |
| 24-3-2019                                                               | Lubiana                                                                 | Slovenia                                                                | 1 – 1                                                                   | Macedonia del Nord                                                      | Qual. Euro 2020                                                         | 1                                                                       | 90+1’                                                                   |
| 7-6-2019                                                                | Vienna                                                                  | Austria                                                                 | 1 – 0                                                                   | Slovenia                                                                | Qual. Euro 2020                                                         | -                                                                       | 69’                                                                     |
| 10-6-2019                                                               | Riga                                                                    | Lettonia                                                                | 0 – 5                                                                   | Slovenia                                                                | Qual. Euro 2020                                                         | 1                                                                       | 64’                                                                     |
| 10-10-2019                                                              | Skopje                                                                  | Macedonia del Nord                                                      | 2 – 1                                                                   | Slovenia                                                                | Qual. Euro 2020                                                         | -                                                                       | 65’                                                                     |
| 13-10-2019                                                              | Lubiana                                                                 | Slovenia                                                                | 0 – 1                                                                   | Austria                                                                 | Qual. Euro 2020                                                         | -                                                                       | 61’                                                                     |
| 16-11-2019                                                              | Lubiana                                                                 | Slovenia                                                                | 1 – 0                                                                   | Lettonia                                                                | Qual. Euro 2020                                                         | -                                                                       | 62’                                                                     |
| 19-11-2019                                                              | Varsavia                                                                | Polonia                                                                 | 3 – 2                                                                   | Slovenia                                                                | Qual. Euro 2020                                                         | -                                                                       | 72’                                                                     |
| 3-9-2020                                                                | Lubiana                                                                 | Slovenia                                                                | 0 – 0                                                                   | Grecia                                                                  | UEFA Nations League 2020-2021 - 1º turno                                | -                                                                       | 61’ 89’                                                                 |
| 6-9-2020                                                                | Lubiana                                                                 | Slovenia                                                                | 1 – 0                                                                   | Moldavia                                                                | UEFA Nations League 2020-2021 - 1º turno                                | -                                                                       | 57’                                                                     |
| 11-11-2020                                                              | Lubiana                                                                 | Slovenia                                                                | 0 – 0                                                                   | Azerbaigian                                                             | Amichevole                                                              | -                                                                       | 66’                                                                     |
| 27-3-2021                                                               | Soči                                                                    | Russia                                                                  | 2 – 1                                                                   | Slovenia                                                                | Qual. Mondiali 2022                                                     | -                                                                       | 75’                                                                     |
| 30-3-2021                                                               | Strovolos                                                               | Cipro                                                                   | 1 – 0                                                                   | Slovenia                                                                | Qual. Mondiali 2022                                                     | -                                                                       | 46’                                                                     |
| 4-6-2021                                                                | Capodistria                                                             | Slovenia                                                                | 6 – 0                                                                   | Gibilterra                                                              | Amichevole                                                              | -                                                                       | 62’                                                                     |
| 1-9-2021                                                                | Lubiana                                                                 | Slovenia                                                                | 1 – 1                                                                   | Slovacchia                                                              | Qual. Mondiali 2022                                                     | -                                                                       | 70’                                                                     |
| 4-9-2021                                                                | Lubiana                                                                 | Slovenia                                                                | 1 – 0                                                                   | Malta                                                                   | Qual. Mondiali 2022                                                     | -                                                                       | 61’                                                                     |
| 11-11-2021                                                              | Trnava                                                                  | Slovacchia                                                              | 2 – 2                                                                   | Slovenia                                                                | Qual. Mondiali 2022                                                     | 1                                                                       | 71’                                                                     |
| 14-11-2021                                                              | Lubiana                                                                 | Slovenia                                                                | 2 – 1                                                                   | Cipro                                                                   | Qual. Mondiali 2022                                                     | 1                                                                       | 84’                                                                     |
| 26-3-2022                                                               | Ar Rayyan                                                               | Croazia                                                                 | 1 – 1                                                                   | Slovenia                                                                | Amichevole                                                              | -                                                                       | 18’ 78’                                                                 |
| 29-3-2022                                                               | Ar Rayyan                                                               | Qatar                                                                   | 0 – 0                                                                   | Slovenia                                                                | Amichevole                                                              | -                                                                       | 81’                                                                     |
| 2-6-2022                                                                | Lubiana                                                                 | Slovenia                                                                | 0 – 2                                                                   | Svezia                                                                  | UEFA Nations League 2022-2023 - 1º turno                                | -                                                                       | 41’ 65’                                                                 |
| 5-6-2022                                                                | Belgrado                                                                | Serbia                                                                  | 4 – 1                                                                   | Slovenia                                                                | UEFA Nations League 2022-2023 - 1º turno                                | -                                                                       | 13’ 84’                                                                 |
| 12-6-2022                                                               | Lubiana                                                                 | Slovenia                                                                | 2 – 2                                                                   | Serbia                                                                  | UEFA Nations League 2022-2023 - 1º turno                                | -                                                                       | 46’                                                                     |
| 20-11-2022                                                              | Lubiana                                                                 | Slovenia                                                                | 1 – 0                                                                   | Montenegro                                                              | Amichevole                                                              | 1                                                                       | 68’                                                                     |
| 23-3-2023                                                               | Astana                                                                  | Kazakistan                                                              | 1 – 2                                                                   | Slovenia                                                                | Qual. Euro 2024                                                         | -                                                                       | 46’                                                                     |
| 26-3-2023                                                               | Lubiana                                                                 | Slovenia                                                                | 2 – 0                                                                   | San Marino                                                              | Qual. Euro 2024                                                         | -                                                                       | 82’                                                                     |
| 16-6-2023                                                               | Helsinki                                                                | Finlandia                                                               | 2 – 0                                                                   | Slovenia                                                                | Qual. Euro 2024                                                         | -                                                                       | 79’                                                                     |
| 17-11-2023                                                              | Copenaghen                                                              | Danimarca                                                               | 2 – 1                                                                   | Slovenia                                                                | Qual. Euro 2024                                                         | -                                                                       | 86’                                                                     |
| Totale                                                                  |                                                                         | Presenze                                                                | 41                                                                      |                                                                         | Reti                                                                    | 8                                                                       |                                                                         |

| Cronologia completa delle presenze e delle reti in nazionale ― Slovenia under 21 | Cronologia completa delle presenze e delle reti in nazionale ― Slovenia under 21 | Cronologia completa delle presenze e delle reti in nazionale ― Slovenia under 21 | Cronologia completa delle presenze e delle reti in nazionale ― Slovenia under 21 | Cronologia completa delle presenze e delle reti in nazionale ― Slovenia under 21 | Cronologia completa delle presenze e delle reti in nazionale ― Slovenia under 21 | Cronologia completa delle presenze e delle reti in nazionale ― Slovenia under 21 | Cronologia completa delle presenze e delle reti in nazionale ― Slovenia under 21 |
| Data                                                                             | Città                                                                            | In casa                                                                          | Risultato                                                                        | Ospiti                                                                           | Competizione                                                                     | Reti                                                                             | Note                                                                             |
| -------------------------------------------------------------------------------- | -------------------------------------------------------------------------------- | -------------------------------------------------------------------------------- | -------------------------------------------------------------------------------- | -------------------------------------------------------------------------------- | -------------------------------------------------------------------------------- | -------------------------------------------------------------------------------- | -------------------------------------------------------------------------------- |
| 6-9-2013                                                                         | Chimki                                                                           | Russia under 21                                                                  | 2 – 1                                                                            | Slovenia under 21                                                                | Qual. Europeo Under-21 2015                                                      | -                                                                                | 72’ 90+3’                                                                        |
| 10-9-2013                                                                        | Ptuj                                                                             | Slovenia under 21                                                                | 2 – 2                                                                            | Danimarca under 21                                                               | Qual. Europeo Under-21 2015                                                      | -                                                                                | 58’                                                                              |
| 15-10-2013                                                                       | Nova Gorica                                                                      | Slovenia under 21                                                                | 2 – 1                                                                            | Bulgaria under 21                                                                | Qual. Europeo Under-21 2015                                                      | -                                                                                | 85’                                                                              |
| 19-11-2013                                                                       | Stara Zagora                                                                     | Bulgaria under 21                                                                | 1 – 5                                                                            | Slovenia under 21                                                                | Qual. Europeo Under-21 2015                                                      | -                                                                                | 79’                                                                              |
| 5-3-2014                                                                         | Capodistria                                                                      | Slovenia under 21                                                                | 2 – 1                                                                            | Croazia under 21                                                                 | Amichevole                                                                       | -                                                                                | 46’                                                                              |
| 26-3-2015                                                                        | Capodistria                                                                      | Slovenia under 21                                                                | 0 – 2                                                                            | Ucraina under 21                                                                 | Amichevole                                                                       | -                                                                                | 58’                                                                              |
| 13-10-2015                                                                       | Andorra la Vella                                                                 | Andorra under 21                                                                 | 0 – 5                                                                            | Slovenia under 21                                                                | Qual. Europeo Under-21 2017                                                      | -                                                                                |                                                                                  |
| 17-11-2015                                                                       | Ancarano                                                                         | Slovenia under 21                                                                | 2 – 0                                                                            | Serbia under 21                                                                  | Qual. Europeo Under-21 2017                                                      | -                                                                                | 78’                                                                              |
| 28-3-2016                                                                        | Ancarano                                                                         | Slovenia under 21                                                                | 3 – 1                                                                            | Irlanda under 21                                                                 | Qual. Europeo Under-21 2017                                                      | 1                                                                                | 82’                                                                              |
| Totale                                                                           |                                                                                  | Presenze                                                                         | 9                                                                                |                                                                                  | Reti                                                                             | 1                                                                                |                                                                                  |

## Palmarès
- Campionato sloveno: 1

Olimpia Lubiana: 2015-2016
- Campionato italiano di Serie B: 1

Empoli: 2017-2018
- Coppa di Turchia: 1

Fenerbahçe: 2022-2023